# Yared Hagos
Yared Hagos, född 27 mars 1983 i Stockholm, är en svensk före detta professionell ishockeyspelare.
Hagos föräldrar kommer från Etiopien.

## Karriär
Yared Hagos började spela ishockey i IK Bele i Stockholm. Han värvades som pojklagsspelare till AIK, där han spelade fyra år i J20.
27 februari 2001 spelade han sin första match i Elitserien (AIK–Djurgårdens IF), som var en slutspelsmatch.
Hagos har sedan dess haft lång erfarenhet av spel i Elitserien, där han har spelat i 6 olika klubbar; AIK, Timrå IK, Mora IK, HV71, Södertälje SK och Skellefteå AIK. Under sin karriär spelade han mest för AIK och Timrå IK.